# ラグンヒル (ノルウェー王女)
ラグンヒル （ノルウェー語: Ragnhild Alexandra, 1930年6月9日 - 2012年9月16日）は、ノルウェー王女。当時王太子だったノルウェー王オーラヴ5世と王太子妃マッタ・アヴ・スヴェーリエの長女としてオスロで誕生。妹はノルウェー王女アストリッド、弟はノルウェー王ハーラル5世。

## 略歴
ノルウェーに王女が誕生したのは1301年に誕生したホーコン5世の王女以来629年ぶりのことだった。ファーストネームはノルウェーの神話に登場するハーラル美髪王の母親の名前から、セカンドネームは曾祖母のイギリス王妃アレクサンドラ・オブ・デンマークにちなんで名づけられた。
出生当時、女子の王位継承権がなかったため、法の改正が検討されたが、弟ハーラルの誕生によりこの時点では実施されなかった。
1931年、王女の誕生を記念し、南極のドロンニング・モード・ランドの北側の海岸の一部がプリンセス・ラグンヒル・コーストと命名された。他にも多くの船にその名がつけられた。
1940年、ドイツ軍がノルウェーに侵攻すると、母・マッタらとスウェーデンへ亡命したが母子を受け入れることでドイツの侵攻を受けると恐れる中立国スウェーデンでは歓迎されたとは言えず、またドイツ軍とノルウェーの傀儡政府が祖父らの権利を剥奪しわずか3歳の弟ハーラルをノルウェー王にしようとしていることを知ったスウェーデンに多数存在する親独派らの圧力に身の危険を感じた母・マッタと共にアメリカ大統領夫妻の招きに応じて、フィンランドからアメリカ海軍の軍艦でアメリカへ向かった。アメリカではホワイトハウスなどに住んだ。アメリカでは母や妹、弟と共にラジオなどに頻繁に出演し、ノルウェーへの支援を求めた。
1952年のオスロオリンピック開会式では、イギリス国王ジョージ6世の葬儀参列のため欠席した祖父の代理として開会を宣言した。
大戦後、帰国してすぐに国王の護衛官エアリング・ロレンツェン（1923年 - 2021年）と知り合う。二人は恋に落ちた。しかしロレンツェンは富裕層の出身ではあったが平民であり、王子が平民と結婚する例はあっても王女の例は殆ど無く、父を始め激しい反対にあったものの、押し切り1953年5月15日に結婚。結婚のパレードには多くの市民が詰め掛けた。しかし貴賎結婚という言葉が未だ生々しい時代ゆえ、多くの王族としての権利を失った。欧州の王族の慣例を破った王女という好奇の視線を避けるように程なく夫の事業の拠点の一つだったブラジルに移住。夫との間に3人の子を得た。
1995年、自伝を出版している。
葬儀に関しノルウェー政府は国葬を行うことを申し出たが、ロレンツェンは固辞。遺体はオスロの王宮に運ばれた後、王宮内の教会で王族などのみの内々の葬儀が行われた。遺言により幼少期を過ごしたオスロ郊外アスケーに埋葬された。

## 人物
- 結婚後は頻繁に故国や欧州に渡航していたが、殆ど公の場に姿を見せることはなく、亡くなった際も年配者を除いては馴染みのない名前となっていたが、マスコミ各社は現在ノルウェー王室では性別不問・長子相続となっていることを踏まえて、『もしかしたら女王になっていたかもしれない女性』であることや『前例を破って平民と結婚した王女』であることを詳細に説明し報じた[2][4]。一方それらの事柄から受ける印象とは異なり、積極的に国民と接した母マッタや当時の王女には珍しく高等教育を修め、母が亡くなった後は王妃代理として、現在でも公務に積極的な妹アストリッドのような現代的な王族女性ではなく、祖母モード王妃に似た古いタイプの性格の王女だったと近しかった王室記者の証言も伝えている[4]。

- 結婚に際し、父は結婚式への参列を拒絶したが、母の説得で渋々参列した。しかし娘を案じ続け終生手紙を書き続け、その数は1500から2000通に上るという。ラグンヒルの遺言により、死後廃棄されることになっているが、歴史家の間からは反対の声が上がっている[2]。父だけではなく妹、弟との関係も緊密だった。しかし殆どマスコミの取材に応じることはなかったのに、突然2004年に民放局のインタビューに応じ、甥ホーコン・マグヌスと姪マッタ・ルイーセの結婚に関して『ノルウェー王室はもうおしまい』、『父王であれば許可することはなかった』、『甥が王位に就く前に死にたい』『甥にも姪にもろくな取り巻きがいないのだろう』など激しい批判を行い、物議を醸した。商業主義の民放局のインタビューは面白おかしく取り上げられ、殆ど忘れられた存在だった老王女の暴言に対して多くの国民の反応は冷ややかであった。そして発言に関して夫ロレンツェンは何度も訂正するようになだめたが聞き入れず、またこのために弟ハーラル5世夫妻との関係も悪化したことがあった[2][5]。